# Жаркайын (Акмолинская область)
Жаркайы́н (каз. Жарқайың) — село в Бурабайском районе Акмолинской области Казахстана. Входит в состав сельского округа Атамекен. Код КАТО — 117055300.

## География
Село расположено в юго-восточной части района, на берегу озера Балыкты, на расстоянии примерно 15 километров (по прямой) к югу от административного центра района — города Щучинск, в 8 километрах к северо-западу от административного центра сельского округа — аула Атамекен.
Абсолютная высота — 406 метров над уровнем моря.
Ближайшие населённые пункты: село Жанажол — на юге, село Корнекты — на западе.
Восточнее села проходит автомобильная дорога республиканского значения — А-1 «Астана — Петропавловск».

## Население
В 1989 году население села составляло 123 человек (из них русские — 26%, белорусы — 24%).
В 1999 году население села составляло 145 человек (71 мужчина и 74 женщины). По данным переписи 2009 года, в селе проживало 106 человек (53 мужчины и 53 женщины).
| Численность населения | Численность населения | Численность населения |
| 1989                  | 1999                  | 2009                  |
| --------------------- | --------------------- | --------------------- |
| 123                   | ↗145                  | ↘106                  |

## Улицы[5]
- ул. Верхняя
- ул. Центральная